# Rijsbergen

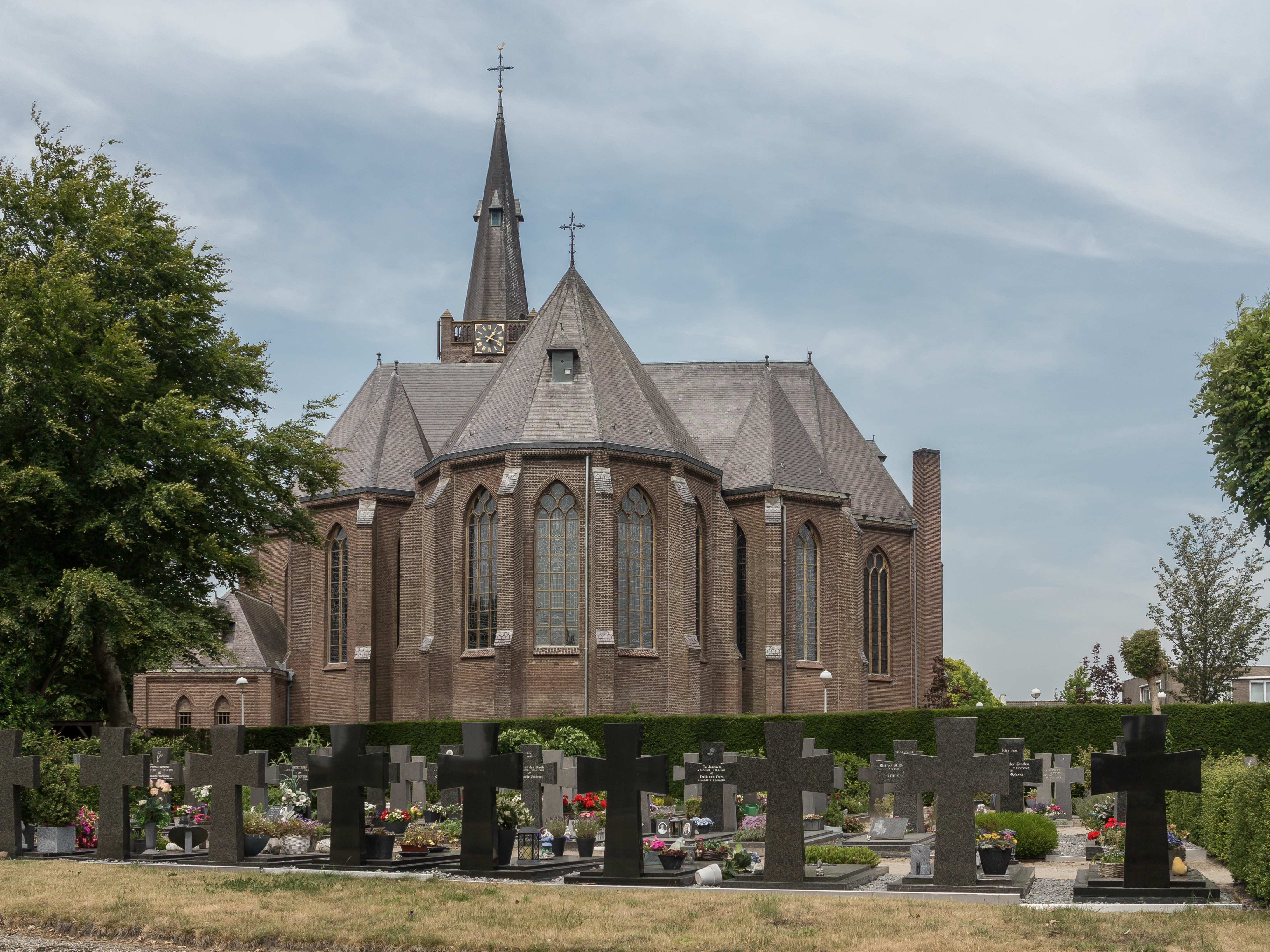
Église (de Sint Bavokerk) et le cimetière.

Rijsbergen est un village situé dans la commune néerlandaise de Zundert, dans la province du Brabant-Septentrional. Le 1er janvier 2007, le village compte 6 255 habitants.